# 莊拿芬·占士·布殊
（1931年5月6日—2021年5月5日）是一位美國銀行家，是美國參議員普雷史葛·布殊和他的妻子多蘿西·布殊的第四個孩子和第三個兒子。他是前國會議員、中央情報局局長、副總統兼總統喬治·夏拔·獲加·布殊的兄弟。他還是德克薩斯州前州長兼總統喬治·獲加·布殊、佛羅里達州前商務部長兼州長傑布·布殊的叔叔。 他在九十歲生日前幾個小時在佛羅里達州去世。

## 早期生活
布什出生於康涅狄格州格林威治政治家普雷史葛·謝爾登·布殊和桃樂茜·獲嘉·布殊之家。他畢業於霍奇基斯学校和耶魯大學，在那裡他是骷髏會的成員。:145, 179家裡的第四個孩子，他是小普雷史葛·普雷西·布殊、美國第41任總統喬治·夏拔·獲加·布殊、蘭茜·獲嘉·布殊·埃利斯和威廉·亨利·特羅特·布殊。他是第43任總統喬治·W·布殊的叔叔。和他的兄弟喬治·夏拔·獲加·布殊一樣，他是耶魯大學德爾塔·卡珀·愛普西倫兄弟會的成員。
布什和他的妻子約瑟芬是前全國廣播公司娛樂記者比利·布殊和醫療保健執行官莊拿芬·S·布殊的父母。

## 生涯
截至2018年12月31日，莊拿芬·布殊已從位於康涅狄格州紐黑文的投資諮詢公司Fairfield, Bush & Co.退休。
莊拿芬·布殊創立了J. Bush & Co.，多年來一直為華盛頓特區的外國政府大使館提供銀行服務。1997年，里格斯銀行收購了J. Bush & Co.，並任命布殊為總部位於康涅狄格州紐黑文的公司Riggs Investment的行政總裁兼總裁。
1980年代初期，莊拿芬·布什幫助喬治·獲嘉·布殊的第一家石油企業Arbusto Energy（後來稱為Bush Explorations）組織投資者。
在2000年總統競選期間，莊拿芬·布殊是其侄子選舉的主要貢獻者和籌款人，並因為競選籌集了超過100,000美元而被命名為「布殊先鋒」。
布什於2021年5月5日去世，也就是他90歲生日的前一天。在他去世前，他是普雷史葛·布殊和桃樂茜·獲嘉·布殊最後一個還未逝世的孩子。